# Nephele aequivalens
Nephele aequivalens är en fjärilsart som beskrevs av Walker 1856. Nephele aequivalens ingår i släktet Nephele och familjen svärmare. Inga underarter finns listade i Catalogue of Life.